# Yellowcard (album)
| Recensione | Giudizio |
| ---------- | -------- |
| AllMusic   |          |

Yellowcard è il decimo ed eponimo album in studio del gruppo rock statunitense Yellowcard, pubblicato il 30 settembre 2016.

## Tracce
1. Rest in Peace – 4:18
2. What Appears – 3:50
3. Got Yours – 3:20
4. A Place We Set Afire – 4:19
5. Leave a Light On – 4:47
6. The Hurt Is Gone – 6:25
7. Empty Street – 4:47
8. I'm a Wrecking Ball – 3:57
9. Savior's Robes – 5:12
10. Fields & Fences – 6:58

Edizione deluxe giapponese e FYE
1. What Appears (acoustic) – 3:46
2. The Hurt Is Gone (acoustic) – 3:45

## Formazione
Formazione come da libretto.
Yellowcard
- Ryan Key – voce, chitarra ritmica, pianoforte, tastiera
- Sean Mackin – violino, coro, arrangiamento archi, mandolino
- Ryan Mendez – chitarra solista
- Josh Portman – basso

Componenti aggiuntivi
- Nate Young - batteria, percussioni
- Rodney Wirtz – viola
- Christine Lightner – violoncello

Produzione
- Neal Avron – produttore esecutivo, mixaggio, programmazione
- Ted Jensen – mastering
- Ryan Key, Ryan Mendez – produttori
- Scott Skrzynski – assistente al mixaggio
- Sean Mackin – tecnico
- Will Pugh – tecnico, assistente tecnico

Fotografia
- Ryan Mendez – fotografia, copertina
- Joe Brady – foto della band

## Classifiche
| Classifica (2016)         | Posizione massima |
| ------------------------- | ----------------- |
| Australia                 | 14                |
| Scozia                    | 80                |
| Stati Uniti               | 28                |
| Stati Uniti (alternative) | 5                 |